# Giovanni Benedetto Castiglione

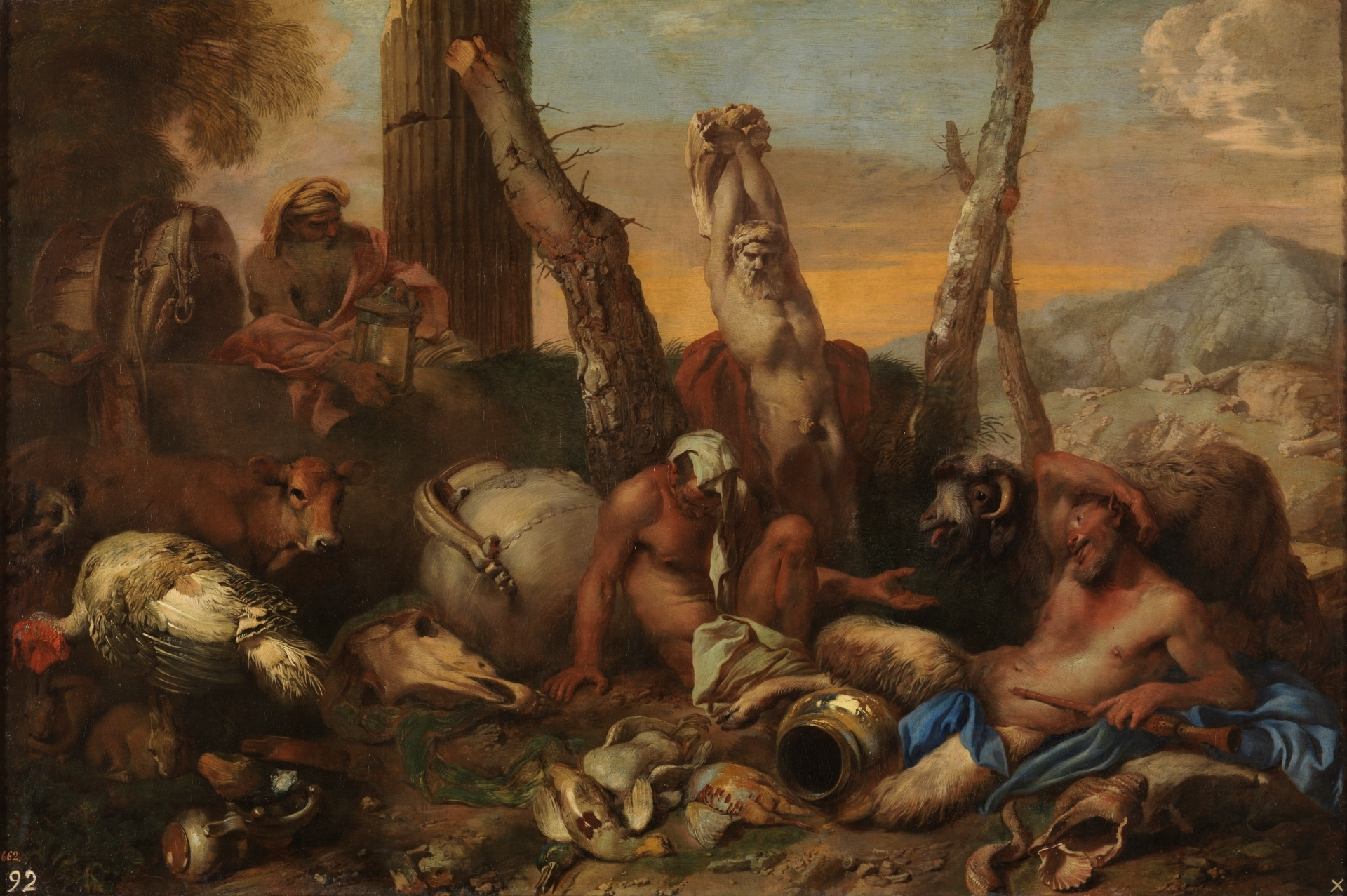
Diogenes.

Giovanni Benedetto Castiglione, född 1609 och död 1664, var en genuensisk målare och tecknare.
Castiglione utbildade sig till en framstående djur- och landskapsmålare, och tog intryck bland annat av holländska målare. Hans teckningar visar ofta inflytande från Rembrandt. Ett hos Castiglionen ofta upprepat ämne är Djuren i Noaks ark. Castiglione är representerad vid bland annat Nationalmuseum i Stockholm.